# Croomia japonica
Croomia japonica är en enhjärtbladig växtart som beskrevs av Friedrich Anton Wilhelm Miquel. Croomia japonica ingår i släktet Croomia och familjen Stemonaceae. Inga underarter finns listade.